# Höhlenkloster Murfatlar
Koordinaten: 44° 10′ 3″ N, 28° 24′ 16″ O

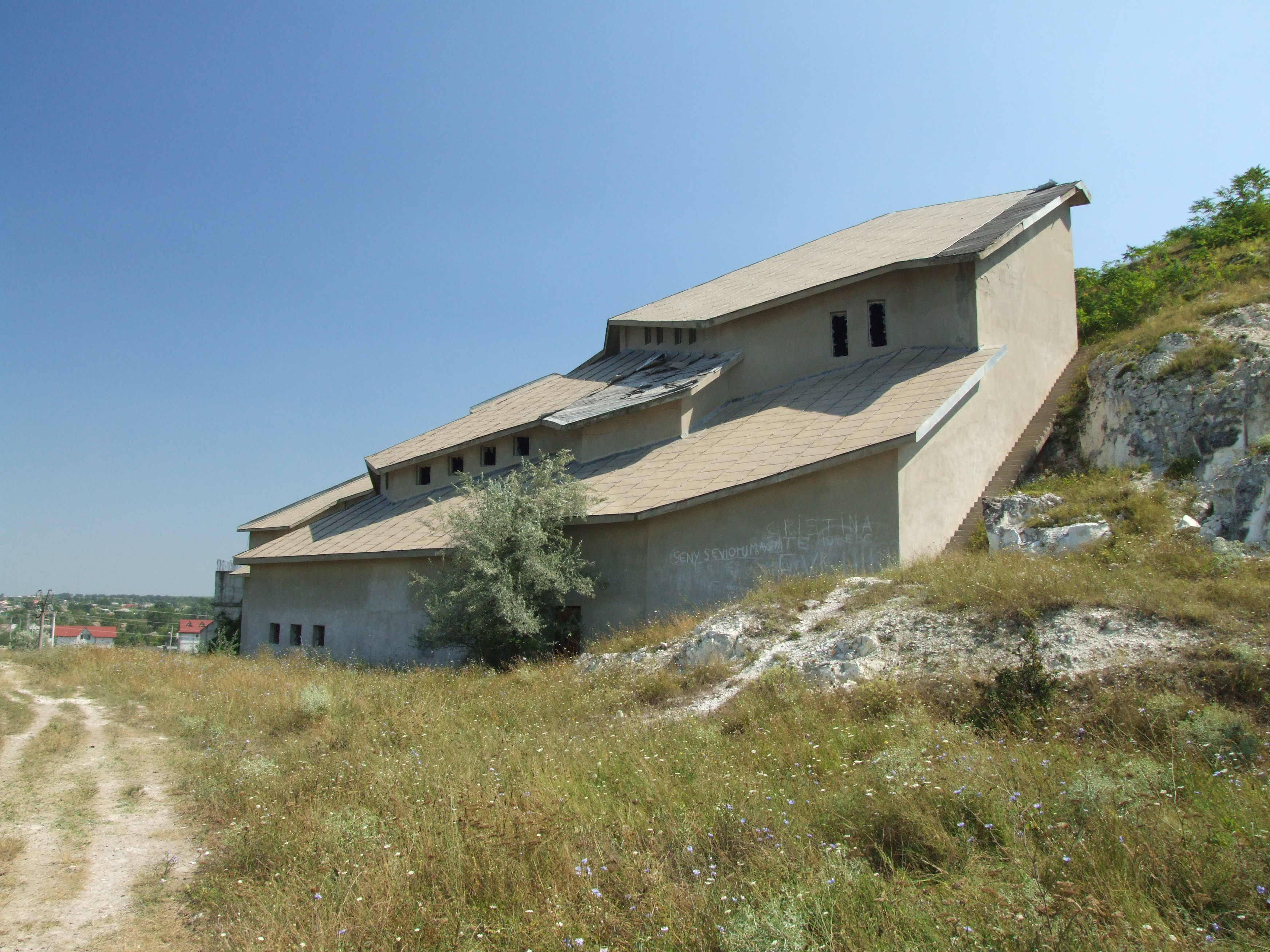
Höhlenkloster

Das Höhlenkloster Murfatlar (rumänisch Ansamblul rupestru de la Murfatlar) war ein orthodoxes Felsenkloster vom 9. bis zum 11. Jahrhundert bei der heutigen Stadt Murfatlar in der Region Dobrudscha in Rumänien.
Das Kloster wurde wahrscheinlich im 9. Jahrhundert zur Zeit des Byzantinischen Reiches gegründet. Es bestand aus verschiedenen Zellen, Kirchen, Grüften und Gräbern, die in einen Kalkfelsen gehauen waren. Es blieb auch nach der Eroberung des Gebietes durch die Bulgaren bestehen. Das Kloster wurde wahrscheinlich im frühen 11. Jahrhundert nach dem Ende des Ersten Bulgarischen Reiches aufgelöst.
Die Anlage wurde erst 1957 wiederentdeckt. Es fanden sich Inschriften in griechischer Sprache, in einer Turksprache (Protobulgarisch?) und in altslawischer Sprache (in glagolitischer und kyrillischer Schrift). Außerdem sind geritzte Zeichnungen (Graffiti) erhalten.